# Candela
Candela là một đơn vị cơ sở SI, là một đơn vị cơ bản dùng trong việc đo thông số nguồn sáng, là năng lượng phát ra 1 nguồn ánh sáng trong 1 hướng cụ thể và được tính như sau: 1 candela là cường độ mà một nguồn sáng phát ra 1 lumen đẳng hướng trong một góc đặc. Một nguồn sáng 1 candela sẽ phát ra 1 lumen trên một diện tích 1 mét vuông tại một khoảng cách một mét kể từ tâm nguồn sáng. Có thể thấy cường độ nguồn sáng giảm theo khoảng cách kể từ nguồn sáng. 1 cd = 1lm/ 1steradian. Một ngọn nến thông thường phát ra ánh sáng với cường độ sáng khoảng một candela. Nếu phát thải trong một số hướng bị chặn lại bởi một rào mờ, nguồn sáng này vẫn có cường độ khoảng một candela trong các hướng mà không bị che khuất. Candela có nghĩa là ngọn nến trong tiếng Latinh, cũng như trong nhiều ngôn ngữ hiện đại.